# Snärsbosjön
Snärsbosjön är en sjö i Svenljunga kommun i Västergötland och ingår i Viskans huvudavrinningsområde.